# Stadt Konstanz (Schiff, 1858)
Die Stadt Konstanz, ab 1897 Mainau, war ein 1858 in Dienst gestelltes Glattdeckschiff der Dampfschiffahrtsgesellschaft für den Bodensee und Rhein mit Heimathafen Konstanz.

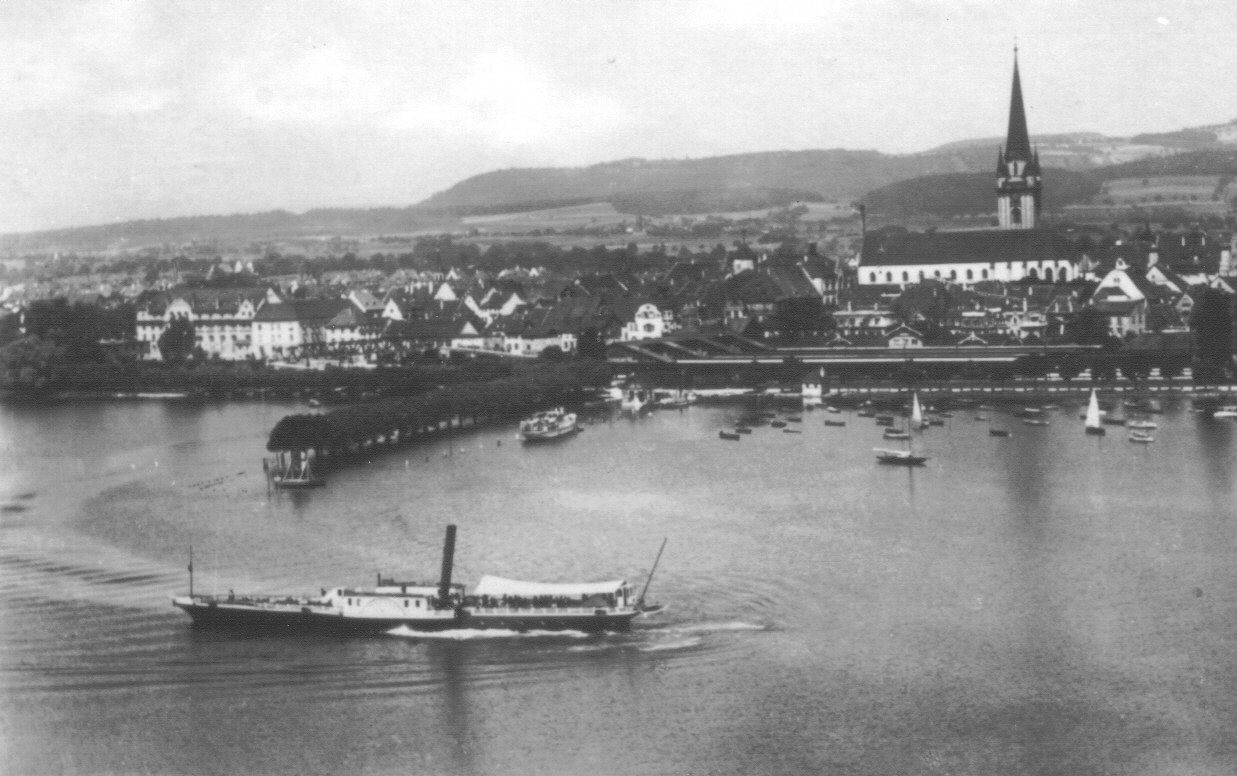
Die Mainau im Jahr 1926 bei ihrem Einsatz im Untersee-Dienst vor Radolfzell

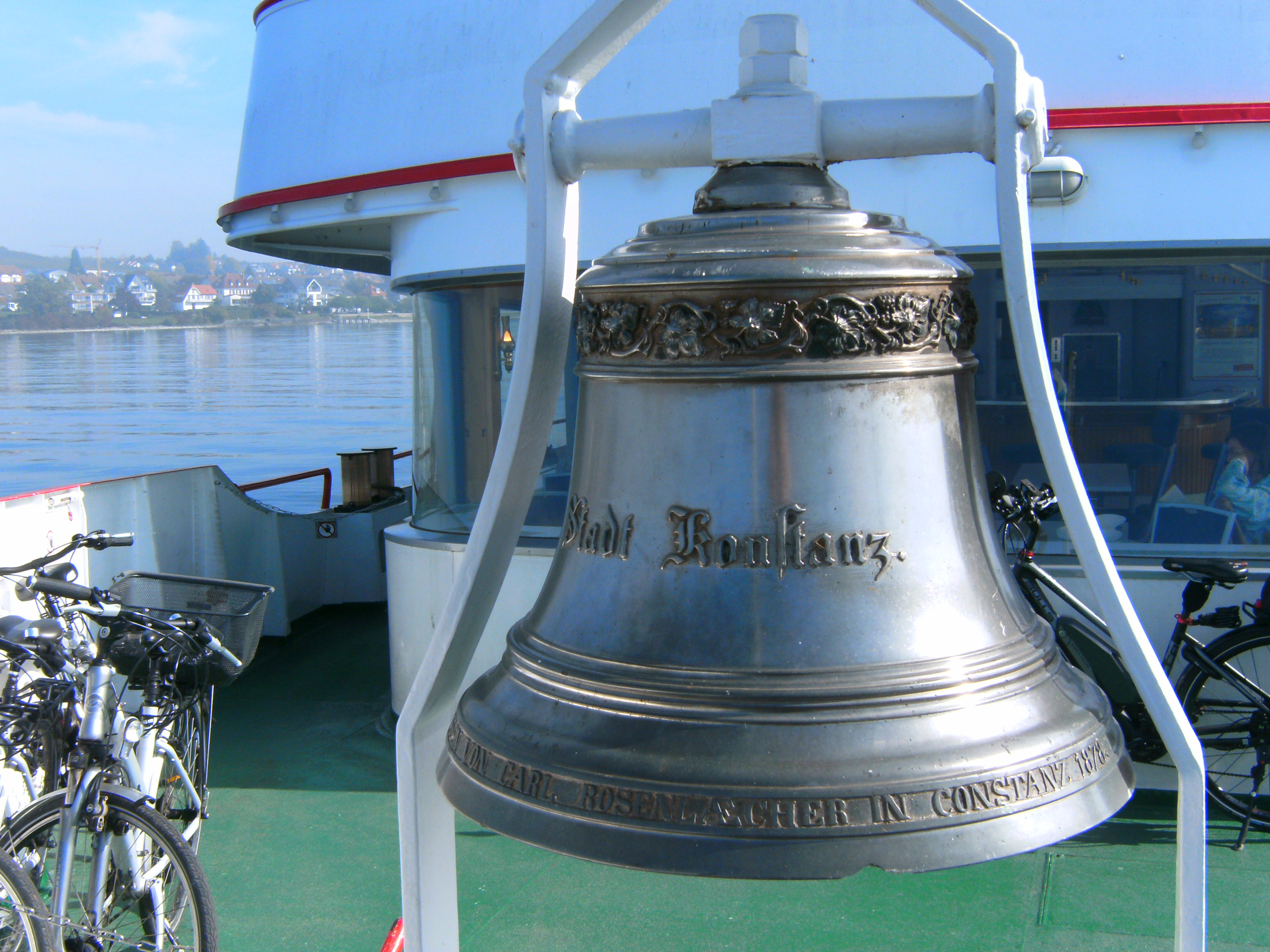
Schiffsglocke der Stadt Konstanz, gegossen 1878, auf dem Schiff Konstanz von 1964

Die Stadt Konstanz war das letzte von der Konstanzer Dampfschiffsgesellschaft in Dienst gestellte Dampfschiff und das zweite auf den Namen „Konstanz“ getaufte Schiff auf dem Bodensee. Sie war unter dem Namen „Stadt Konstanz“ von 1858 im 1899 in Dienst. Als Passagierschiff verkehrte sie auf Kursen auf dem Obersee und dem Überlinger See sowie als Schleppschiff für Eisenbahn-Trajektkähne zwischen Konstanz und Bregenz. 

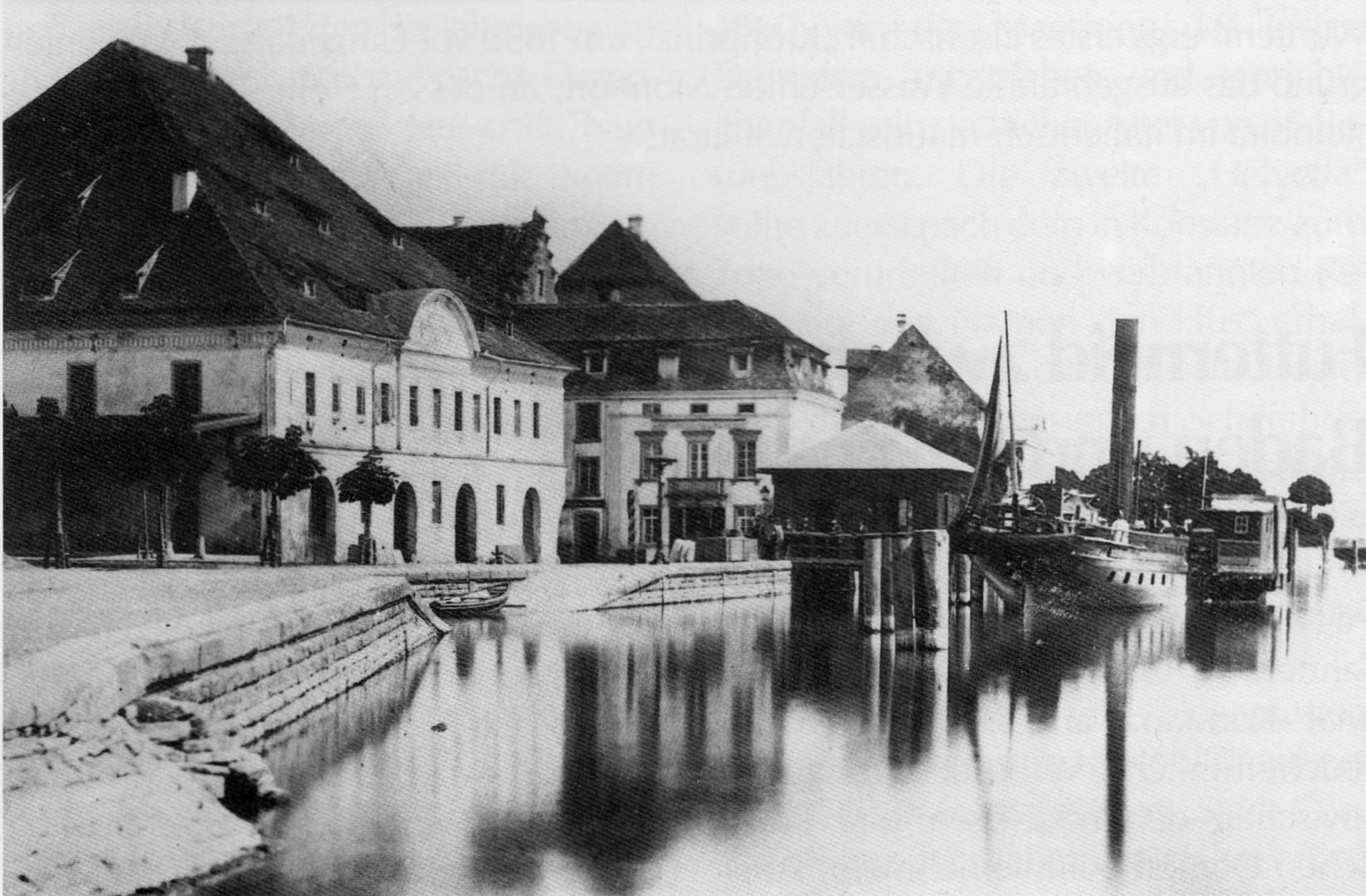
Die Stadt Konstanz um 1860 in Überlingen

Im Jahr 1899 wurde sie in Mainau umbenannt, nachdem die alte Mainau ausgemustert worden war und der Name „Stadt Konstanz“ für den neuen Salondampfer vorgesehen war. 1926 wurde sie im Rahmen der Ausweitung des Höri-Verkehrs von der Deutschen Reichsbahn nach Radolfzell verlegt. 
Nach der Inbetriebnahme des MS Höri im Jahr 1927 kam die nun als  „Mainau“ zurück nach Konstanz. Sie wurde nach der Indienststellung der neuen Mainau im Jahr 1928 ausgemustert und im Frühjahr 1929 in Konstanz verschrottet.
Das Nachfolge-Motorschiff Konstanz führt seit 1964 die Glocke, die 1858 Carl Rosenlächer für die Stadt Konstanz gegossen hatte.